# Karel Zimmermann
Karel Zimmermann, též Karl (15. června 1796 Praha – 16. srpna 1857 Praha), byl česko-německý malíř a kreslíř portrétů, biblických a historických obrazů období klasicismu.

## Život
Narodil se roku 15. června 1796 v německé měšťanské rodině v Praze. V letech 1812–1818 vystudoval malbu na Kreslířské akademii v Praze u Josefa Berglera. Oženil se s Annou Platzerovou (1796–1878), dcerou pražského sochaře Ignáce Františka Platzera, s níž vychoval syny Václava (* 1839) a Karla ml. (* 1841). Bydlel na Malé Straně, mezi jiným v domě čp. 459/III v Nebovidské ulici 1.

## Dílo
Maloval portréty, biblické a historické obrazy i krajiny, v grafickém ateliéru Akademie sevěnoval také leptu a mědirytině. Je zastoupen například ve sbírkách Národního muzea, Muzea hl. m. Prahy a v soukromé sbírce Patrika Šimona.
- Portrét Karla Přibyla, rychtáře v Římovicích, (1828), Národní muzeum v Praze
- Portrét Kateřiny Přibylové-Lejčkové, rychtářky v Římovicích, (1828), Národní muzeum v Praze
- Legenda sv. Jana Nepomuckého, cyklus sedmi leptů objednaný k stému výročí Janova svatořečení, Praha 1829

## Galerie

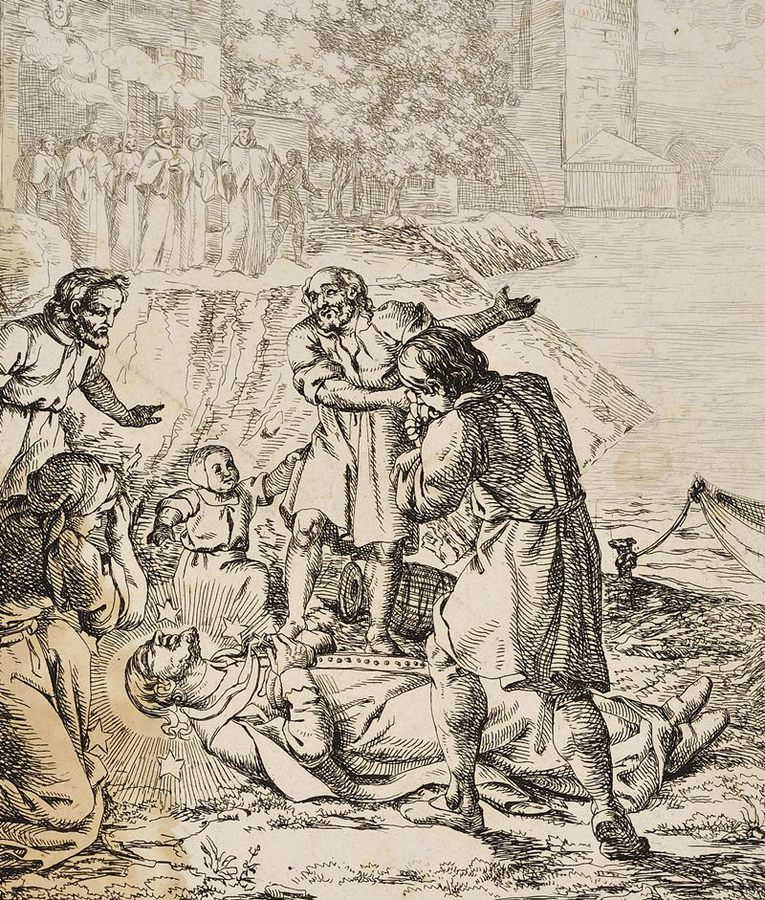
Nalezení těla svatého Jana Nepomuckého (1829)
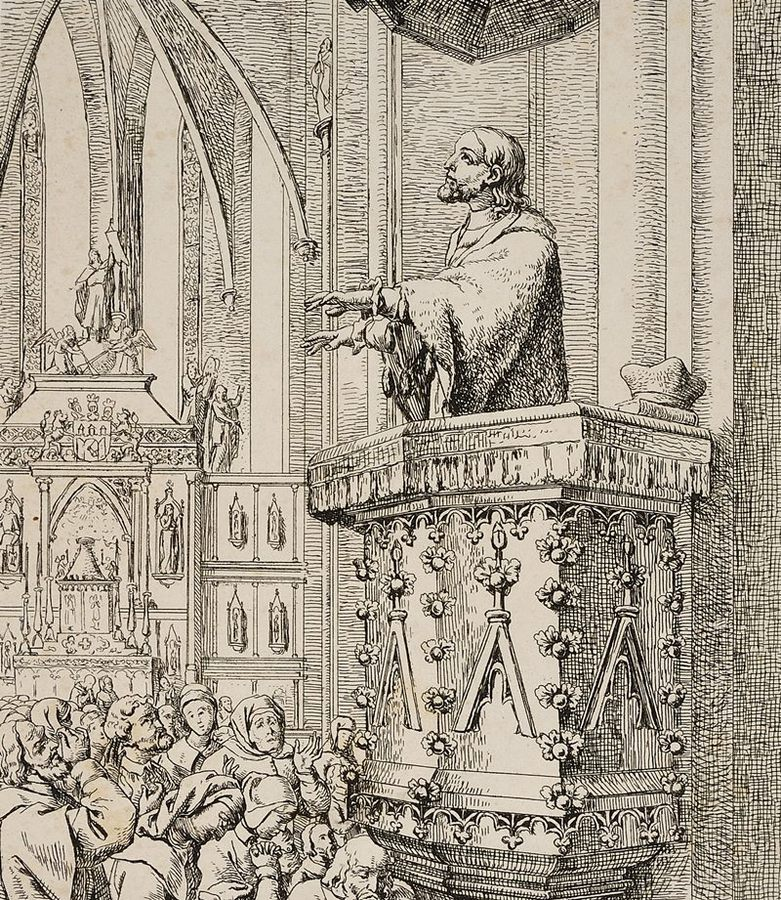
Poslední kázání svatého Jana Nepomuckého v Týnském chrámu (1829)
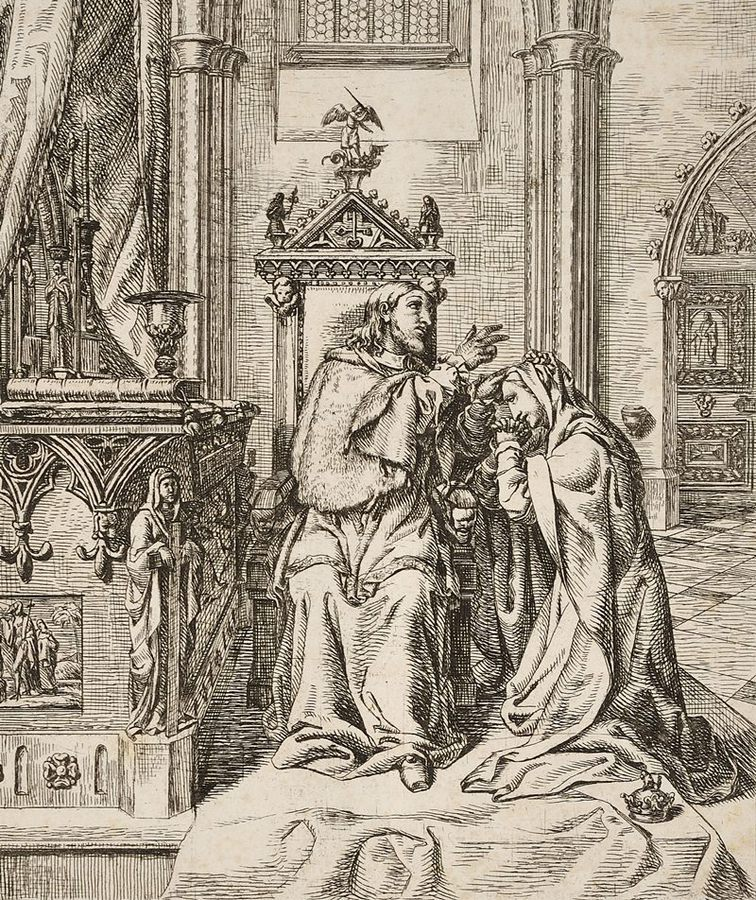
Svatý Jan Nepomucký zpovídá královnu Žofii (1829)
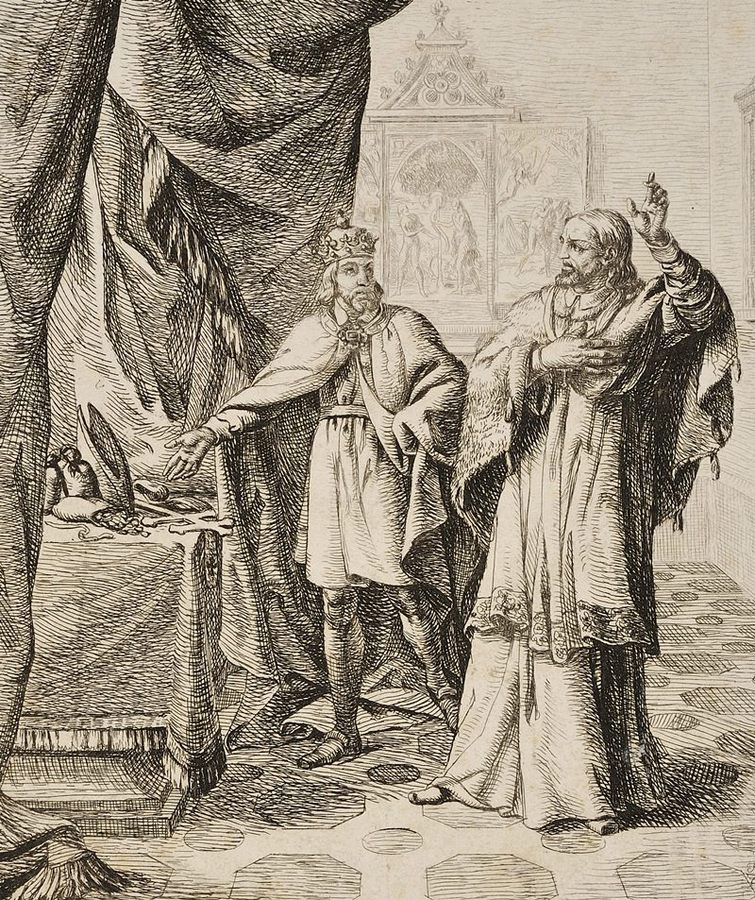
Svatý Jan Nepomucký odmítá prozradit zpovědní tajemství (1829)